# Karl Fredholm
Karl August Fredholm, född 8 maj 1840 i Frösve socken, död 20 februari 1910 i Stockholm, var en svensk geolog, skolman och kommunalpolitiker. Han var far till Olof Fredholm och Ivar Fredholm samt bror till Elias Fredholm.
Karl Fredholm, som var son till häradsdomaren Lars Larsson, var elev vid Skara högre allmänna läroverk 1855–1862. Han studerade därefter vid Uppsala universitet, där han avlade filosofie kandidatexamen 1868 och disputerade 1869 för filosofie doktorsgrad. Han studerade bland annat mineralogi för Lars Edvard Walmstedt och var den förste att analysera Hesslemeteoriten, vilken blev ämnet för hans doktorsavhandling. Han genomförde 1869–1870 provår som lärare i Stockholm och blev därefter extralärare vid Jakobs läroverk i Stockholm 1870–1871. Åren 1871–1876 var Fredholm adjunkt vid elementarläroverket i Nyköping. Han fortsatte dock att sommartid arbeta som extrageolog vid Sveriges geologiska undersökning vid utarbetandet av berggrunds- och jordartskartorna över Örebro, Årsta, Huseby, Växjö, Ölmestad och Lessebo. 1876 utsågs Fredholm till lektor i matematik och fysik vid Luleå läroverk och var 1884–1906 rektor vid samma läroverk. Under den tiden gjorde han om somrarna vidsträckta vandringar i Norrbottens län och utförde höjdmätningar för det Ekonomiska kartverket. Han insamlade även bergartsprover och gjorde andra geologiska observationer. 1886 utgav han en beskrivning över de geologiska förhållandena i Pajala, Muonionalusta och Tärendö socknar. På 1880-talet upptäckte han ett malmstråk i Luossavaara som efter honom kom att uppkallas Rektorsmalmen.
Från 1900 kom han alltmer att lämna geologin för arbetet som rektor och kommunala uppdrag i Luleå. Han var ledamot av drätselkammaren i Luleå 1878–1906, från 1898 som ordförande. 1882–1907 var han ledamot av stadsfullmäktige och 1895–1896 stadsfullmäktiges ordförande. Han var även 1892–1907 ledamot av Norrbottens läns landsting, 1900–1904 som ordförande. Fredholm blev 1891 riddare av Nordstjärneorden.